# Želechovice nad Dřevnicí
Želechovice nad Dřevnicí település Csehországban, a Zlíni járásban. Želechovice nad Dřevnicí Horní Lhota, Provodov, Lípa, Březůvky, Zlín és Březnice településekkel határos. Lakosainak száma 1873 fő (2024. január 1.).

## Népesség
A település lakosságának változását az alábbi diagram mutatja:
| Lakosok száma | 814  | 880  | 982  | 1835 | 2059 | 1911 | 1885 | 1865 | 1817 | 1873 |
|               | 1869 | 1900 | 1921 | 1961 | 1980 | 2011 | 2016 | 2019 | 2021 | 2024 |